# Olympische Jugend-Sommerspiele 2014/Teilnehmer (Palau)
| Gelbes Symbol für Goldmedaillen mit stilisierten Olympischen Ringen | Graues Symbol für Silbermedaillen mit stilisierten Olympischen Ringen | Braundes Symbol für Bronzemedaillen mit stilisierten Olympischen Ringen |
| ------------------------------------------------------------------- | --------------------------------------------------------------------- | ----------------------------------------------------------------------- |
| —                                                                   | —                                                                     | —                                                                       |

Die Jugend-Olympiamannschaft aus Palau für die II. Olympischen Jugend-Sommerspiele vom 16. bis 28. August 2014 in Nanjing (Volksrepublik China) bestand aus drei Athleten. Sie konnten keine Medaille gewinnen.

## Athleten nach Sportarten

### Leichtathletik
Jungen
- Gwynn Uehara
100 m: DNS (Finale)

### Ringen
Jungen
- James Dydasco
Freistil bis 63 kg: 8. Platz

### Schwimmen
Mädchen
- Dirngulbai Misech
200 m Freistil: 36. Platz (Vorrunde)
100 m Schmetterling: 30. Platz (Vorrunde)